# HDNet Movies
HDNet Movies es una red estadounidense de televisión digital por cable y satélite propiedad de HDNet LLC y operada por ella,  que opera como una subsidiaria de AXS TV LLC. Lanzada por el fundador Mark Cuban en enero de 2003 como un spin-off de HDNet (ahora AXS TV ), la cadena presenta películas y documentales estrenados en cines, que se presentan en alta definición y sin interrupción comercial ni edición de contenido.  La programación muestra una amplia variedad de películas, incluidas las ganadoras del Premio de la Academia,  películas de acción, películas de ciencia ficción,  westerns,  y más.
HDNet Movies está disponible para 12 millones de hogares en los Estados Unidos a diciembre de 2020.

## Programación
Para celebrar el 50 aniversario de Star Trek en 2016, HDNet Movies transmitió un maratón de películas de la franquicia el Día de los Caídos, el 30 de mayo de 2016, que incluía Star Trek: The Motion Picture, Star Trek II: The Wrath of Khan, Star Trek. III: La búsqueda de Spock, Star Trek V: La última frontera y Star Trek: Insurrección . 
El 4 de julio de 2016, la cadena transmitió un maratón de películas del oeste de 24 horas que incluía clásicos como The Life and Times of Judge Roy Bean, protagonizada por Paul Newman, Bad Day at Black Rock, protagonizada por Spencer Tracy y Robert Ryan, A Big Hand for the Little Lady protagonizada por Henry Fonda, Hombre protagonizada por Newman, Cimarron protagonizada por Glenn Ford y más. 
En julio de 2016, HDNet Movies presentó su primer programa presentado por celebridades cuando el miembro del Salón de la Fama del Rock and Roll Graham Nash de Crosby, Stills, Nash & Young presentó Graham Nash Presents 9 Days of Rock Docs. El evento televisivo presentó dos documentales con temas de música rock en horario estelar durante nueve noches, acompañados de resúmenes presentados e historias de Nash sobre los artistas que aparecen en los documentales.  El maratón incluyó 13 documentales diferentes, varios de los cuales fueron estrenos televisivos, destacando artistas como The Allman Brothers Band, Rush, Eric Clapton, Van Morrison, Bob Dylan y más. 
La cadena celebró el cumpleaños de El maestro del suspenso Alfred Hitchcock con un maratón de 48 horas los días 13 y 14 de agosto, presentando 17 de sus películas, entre ellas Vértigo, Psicosis, La ventana indiscreta, El hombre que sabía demasiado y Los pájaros, entre otras. 
El domingo 6 de noviembre, el fin de semana anterior al día de las elecciones, Dan Rather organizó un maratón de películas con películas de temática política. Viñetas envolventes más bien filmadas que recorrieron todo el maratón contando sus experiencias en torno a presidentes anteriores y elecciones presidenciales. Las películas que se transmitieron como parte del maratón incluyeron Bienvenido a Mooseport, True Colors, The Sentinel, The Idus of March, Primary Colors, In the Line of Fire y Bob Roberts . 
En diciembre de 2016, Tommy Shaw de STYX fue el anfitrión del evento navideño de la cadena "Not So Silent Nights", que presentó siete noches de películas de temática musical combinadas con documentales de rock en horario estelar.  Los emparejamientos incluyeron a Tommy con The Kids Are Alright y Janis con Graffiti Bridge, entre otros.

### 2017
Para celebrar la 89.ª edición de los Premios de la Academia, HDNet Movies anunció una programación de 40 películas ganadoras del Oscar durante un mes llamada "And The Oscar Goes To", presentada por el crítico de cine Richard Roeper . El evento televisivo presenta al menos una película diferente en horario estelar todas las noches a partir del 29 de enero y finaliza con un maratón de fin de semana del 24 al 26 de febrero antes de la entrega de premios. Las películas en el evento incluyen películas modernas como Slumdog Millionaire, Blue Jasmine, There Will Be Blood y Million Dollar Baby, y clásicos como Lilies of the Field, The Defiant Ones, Who's Afraid of Virginia Woolf? y Chica Divertida . 
HDNet Movies eligió a Jim Breuer para presentar un evento de películas de una semana de duración protagonizado por exmiembros del elenco de Saturday Night Live en marzo. La programación incluía películas protagonizadas por Breuer, Will Ferrell, John Belushi, Chevy Chase, Gilda Radner, Chris Farley, Eddie Murphy, Billy Crystal, Dan Aykroyd, Bill Murray, Kristen Wiig, Amy Poehler, Tina Fey y muchos más. 
En mayo, la cadena transmitió un maratón de las siete películas de Police Academy, presentado por la estrella de la franquicia Michael Winslow . 
HDNet Movies dedicó todo el mes de junio a celebrar las películas clásicas de los años 80 con un "Mes Totalmente de los 80". El evento de un mes de duración fue presentado por el juez Reinhold y presentó una película diferente de los años 80 cada noche en horario estelar.  Las películas destacadas incluyeron St. Elmo's Fire, Throw Momma from the Train, The Big Chill, Teen Wolf, Arthur y The Outsiders, entre un total de 31 durante el mes.
El 17 de agosto, HDNet Movies anunció que Rob Zombie será el anfitrión del evento cinematográfico de Halloween de la cadena, Rob Zombie's 13 Nights of Halloween, del 19 al 31 de octubre.
La cadena eligió al dos veces nominado al Premio de la Academia Bruce Dern para presentar una semana de clásicos del cine occidental la semana de Acción de Gracias del 20 al 26 de noviembre en "Bruce Dern's Cowboy Collection". 

### 2018
HDNet Movies amplió el evento cinematográfico de los Oscar del año anterior "And The Oscar Goes To" con 32 días de películas ganadoras del Premio de la Academia transmitidas las 24 horas del día del 1 de febrero al 4 de marzo. La programación de 75 películas vuelve a estar presentada por Richard Roeper. 
Para celebrar lo que habría sido el cumpleaños número 111 de John Wayne el 26 de mayo, la cadena eligió a su hijo Ethan Wayne para organizar un evento de "Iconos occidentales" del 18 al 28 de mayo con películas protagonizadas por John Wayne, Clint Eastwood, Randolph Scott, Gary Cooper, Gregory. Peck, Sidney Poitier y otros. 
El músico, compositor y baterista de The Police, Stewart Copeland, organizó un evento de documental musical "Classic Rock Week with Stewart Copeland" del 16 al 22 de julio. El evento comenzó con una transmisión especial del documental de Copeland Everyone Stares : The Police Inside Out el 

## enlaces externos
- Página web oficial

- Datos: Q5629253
- Multimedia: HDNet Movies / Q5629253